# 켈리 조 민터
켈리 조 민터(Kelly Jo Minter, 1966년 9월 24일 ~ )는 미국의 배우, 텔레비전 배우, 영화배우이다.
트렌턴에서 태어났다.

## 영화
- 페이스 (1996년)
- 선셋 그릴 (1993년)
- 흑백 청춘 (1992년)
- 팝콘 (1991년)
- 공포의 계단 (1991년) - 루비 역
- 하우스 파티 (1990년)
- 최후의 카운트다운(영어판) (1989년)
- 나이트메어 5 - 꿈꾸는 아이들 (1989년)
- 캣 헌터 (1989년)
- 썸머 스쿨 (1987년)
- 로스트 보이 (1987년) - 마리아 역